# Многопёровые
Многопёровые (лат. Polypteridae) — семейство пресноводных лучепёрых рыб, единственное в отряде многопёрообра́зных (Polypteriformes) и подклассе кладистий (Cladistia). Известно 14 современных видов, распространённых в тропической Африке. Это довольно древняя группа, имеющая некоторые общие признаки с кистепёрыми и двоякодышащими рыбами, которые возникли конвергентно (независимо). Наиболее древние ископаемые находки многопёрообразных относятся к средине юрского периода.

## Описание
Максимальная длина тела многопёровых достигает 1,2 м, но большинство видов не превышает 30 см. Тело покрыто ромбовидными, подвижно сочленёнными между собой ганоидными чешуями. Спинной плавник представляет собой ряд из 5—18 маленьких плавников, что и определило название этих рыб. Грудные плавники имеют в основании мясистую лопасть, что внешне похоже на строение кистепёрых рыб (однако их скелеты абсолютно различны).
Многопёровые имеют очень специфический плавательный пузырь. Он состоит из двух отделов (большего правого и меньшего левого). Оба отдела соединены с кишечником общим каналом и фактически служат дополнительным органом дыхания (помимо жабр). При этом (в отличие от двоякодышащих) внутренние ноздри отсутствуют.

## Систематика
Положение отряда многопёрообразные в классе лучепёрых рыб до сих пор однозначно не определено. Одни ихтиологи относят его к подклассу хрящекостных рыб, другие выделяют вместе с ископаемым отрядом Guildayichthyiformes в отдельную кладу Cladistia, которую противопоставляют группе Actinopteri, в которую включают всех остальных лучепёрых рыб, в том числе и хрящекостных. В наиболее новых систематиках многопёрообразных выделяют в монотипический подкласс кладистий, который считается сестринской группой по отношению ко всем остальным лучепёрым рыбам, то есть к подклассам хрящевых ганоидов (Chondrostei) и новопёрых рыб (Neopterygii).

### Классификация
В семействе многопёровых выделяют 2 современных рода и 14 видов и не менее двух ископаемых родов:
- Род Каламоихты (Erpetoichthys)
  - Каламоихт (Erpetoichthys calabaricus)
- Род Многопёры (Polypterus)
  - Гвинейский многопёр (Polypterus ansorgii)
  - Нильский многопёр (Polypterus bichir)
    - Polypterus bichir bichir
    - Polypterus bichir katangae
    - Polypterus bichir lapradei

  - Polypterus congicus
  - Многопёр Дельхеза (Polypterus delhezi)
  - Polypterus enlicherii
  - Polypterus mokelembembe[6]
  - Конголезский многопёр (Polypterus ornatipinnis)
  - Карликовый многопёр (Polypterus palmas)
    - Polypterus palmas palmas
    - Polypterus palmas buettikoferi

  - Polypterus polli
  - Западноафриканский многопёр (Polypterus retropinnis)
  - Сенегальский многопёр (Polypterus senegalus)
    - Polypterus senegalus senegalus
    - Polypterus senegalus meridionalis

  - Polypterus teugelsi
  - Многопёр Викса (Polypterus weeksii)
  - † Polypterus faraou — поздний миоцен, Чад[7]
- † Род Bawitius
  - † Bawitius bartheli — сеноманский век, Египет
- † Род Serenoichthys
  - † Serenoichthys kemkemensis — меловой период, Марокко

Род † Pollia Meunier & Gayet, 1996 включён непосредственно в отряд многопёрообразных.
Родственные связи современных многопёровых можно представить следующей кладограммой:
```
                      
Erpetoichthys

                    _________________________________
E. calabaricus

                   |
                   |
                   |                _________________
P. mokelembembe

     
Polypteridae
  |               |
    _______________|               |      ___________
P. endlicheri congicus

                   |               |     |
                   |               |   __|   ________
P. ansorgii

                   |               |  |  |  |
                   |               |  |  |__|   _____
P. endlicheri endlicheri

                   |  
Polypterus
   |  |     |  |
                   |_______________|  |     |__| 
                                   |  |        |   __
P. bichir bichir

                                   |  |        |__|
                                   |  |           |__
P. bichir lapradei

                                   |  |
                                   |  |    
                                   |__|         _____
P. retropinnis

                                      |   _____|
                                      |  |     |   __
P. ornatipinnis

                                      |  |     |__|
                                      |  |        |__
P. weeksii

                                      |  |
                                      |__|         __
P. teugelsi

                                         |   _____| 
                                         |  |     |__
P. palmas buettikoferi

                                         |__|         
                                            |   _____
P. senegalus senegalus

                                            |__|
                                               |   __
P. delhezi

                                               |__|
                                                  |__
P. palmas polli
```